# メーサーイ郡
座標: 北緯20度25分41秒 東経99度53分1秒 / 北緯20.42806度 東経99.88361度
メーサーイ郡（メーサーイぐん）はタイ北部のチエンラーイ県にある郡の一つ。

## 名称
街とミャンマーを隔てる川、サーイ川のタイ語、メー・サーイから来ている。

## 歴史
917年、シンハナワットクマーン年代記にはマハープロム王がタイ族を率いて入植したとの記録がある。ただし、20世紀に入るまではただの寒村でしかなく、1930年代までメーチャン郡の一部であった。1939年チエンセーン郡からタムボン・メーサーイとタムボン・ポーンパーが独立してメーサーイ分郡となった。1950年5月1日には昇格しメーサーイ郡となった。
2011年3月24日、タチレク近郊がマグニチュード6.8のミャンマー地震に襲われ、遠く離れたチェンライまで被害が出るほどで、メーサーイ郡も大きな被害を出した。

## 地理
カム川とサーイ川に挟まれた平地に位置し、西側には山が広がる。市街地はサーイ川を挟んでミャンマーのタチレクに面しており、タチレクとは経済的に密接な関係にある。
国道一号線（パホンヨーティン通り）の最終地点が郡内を南北に通り、同道路の最終地点となっている。

## 経済
米だけでなく、ストロベリーなどのフルーツの生産がさかんである。また貿易に携わる職業に就く人も多い。

## 治安
ミャンマー側から麻薬の密輸が行われるため、国境警備隊による監視、摘発が行われている。

## 行政区分

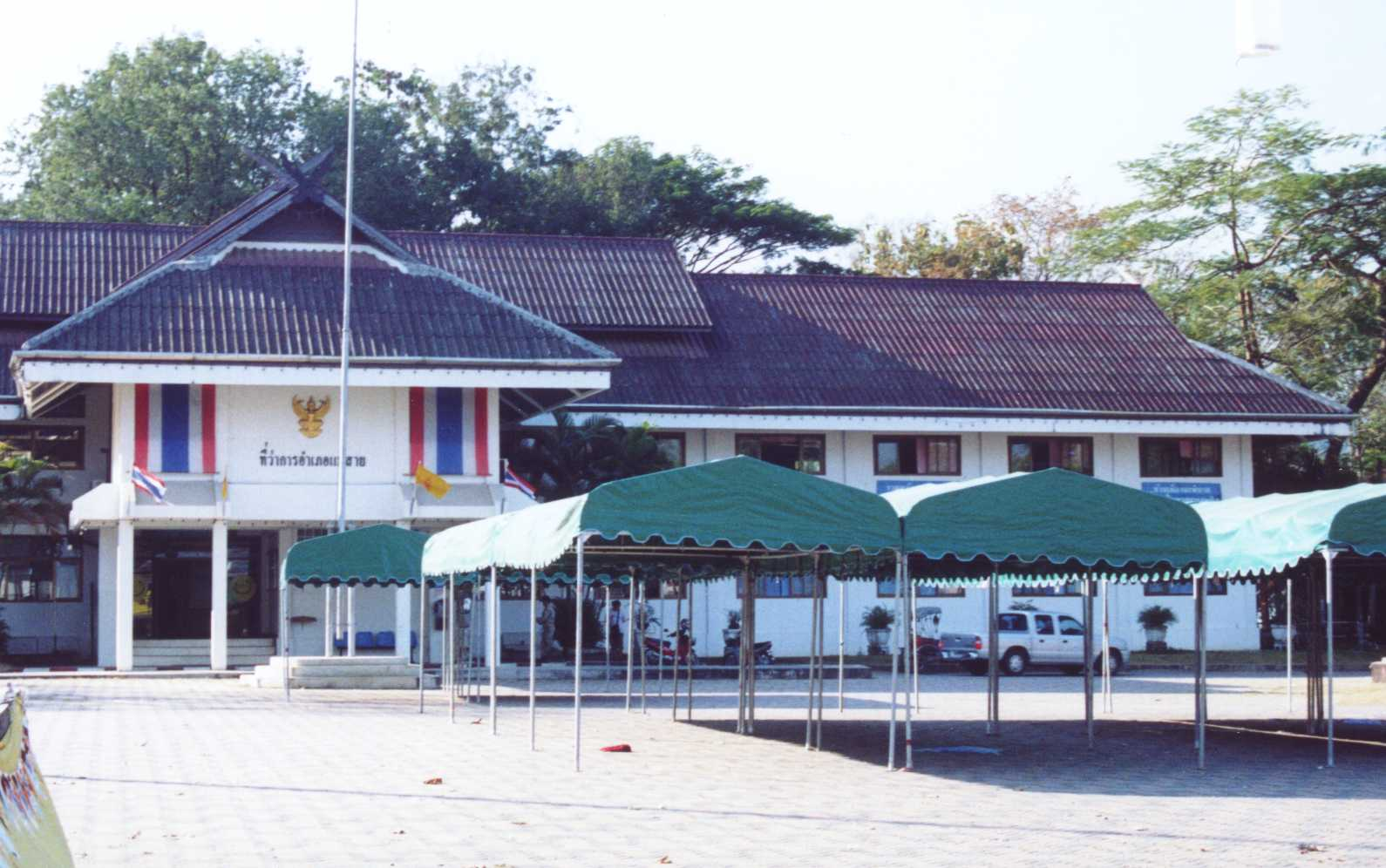
メーサーイ郡庁舎

郡は8のタムボンに分かれ、さらにその下位に92の村が存在する。郡内には่自治体（テーサバーン）が置かれており以下のようになっている・
- テーサバーンタムボン・メーサーイ・・・タムボン・メーサーイ、タムボン・ウィエンパーンカムの一部
- テーサバーンタムボン・フワイクライ・・・タムボン・フワイクライの一部

また郡内には8つのタムボン行政体（オンカーンボーリハーンスワンタムボン）が設置されている。以下は郡内のタムボンの一覧である。
1. タムボン・メーサーイ・・・ตำบลแม่สาย
2. タムボン・フワイクライ・・・ตำบลห้วยไคร้
3. タムボン・コチャーン・・・ตำบลเกาะช้าง
4. タムボン・ポーンパー・・・ตำบลโป่งผา
5. タムボン・シームアンチュム・・・ตำบลศรีเมืองชุม
6. タムボン・ウィエンパーンカム・・・ตำบลเวียงพางคำ
7. タムボン・バーンダーイ・・・ตำบลบ้านด้าย
8. タムボン・ポーンガーム・・・ตำบลโป่งงาม